# Ján Čipka
Ján Čipka o Čipkay (Brezno, 8 dicembre 1823 – Brezno, 29 gennaio 1902) è stato un avvocato, imprenditore e attivista slovacco.

## Biografia
Era figlio dell'omonimo Ján Čipka (1784-1850) e di sua moglie Zuzana, nata Piscatorisová.
Studiò a Miskolc e in seguito frequentò i ginnasi evangelici di Kežmarok e di Levoča e studiò diritto al liceo evangelico di Prešov. Nel 1846 si iscrisse all'Università tecnica di Vienna. Fu avvocato, imprenditore e proprietario terriero a Brezno, dal 1849 alto funzionario pubblico. Fondò officine meccaniche a Brezno, a Topoľčany e nella regione di Gemer possedeva officine per la lavorazione dell'acciaio e gestiva vaste proprietà agricole.
Fu membro di circoli studenteschi slovacchi e dell'associazione Tatrín, in seguito fu inviato del Comitato nazionale di Zvolen all'Adunata nazionale di Martin in cui fu sottoscritto il Memorandum della nazione slovacca, in quest'occasione donò 1 000 fiorini per la fondazione della Matica slovenská. Fu tra i fondatori della stessa Matica slovenská e membro del suo primo direttivo, nel 1863 fece parte della deputazione della Matica slovenská inviata dall'imperatore a Vienna e guidata da Štefan Moyzes. Finanziò le adunate nazionali slovacche e in seguito fu membro del Partito nazionale slovacco. Nel 1900 nel processo di Banská Bystrica in cui erano imputati i patrioti slovacchi fu condannato a due mesi di reclusione. Contribuì all'istituzione del mutuo soccorso di Brezno, che coinvolgeva i lavoratori dell'alta valle del Hron. Pubblicò articoli sui giornali Slovenské národné noviny e su Priateľ ľudu.
Sposò Ema Chalupková, figlia dello scrittore Ján Chalupka e nipote del poeta Samo Chalupka. Dopo un litigio a un ballo, dovuto a motivi di gelosia, Ján Čipka fece ritorno a casa da solo, non riaccolse mai più la giovane moglie, che tornò a vivere con i genitori. Quando lei morì a 23 anni, non volle recarsi al suo capezzale.
Sulla sua casa di Brezno il comune ha apposto una lapide commemorativa.